# Passiflora edulis

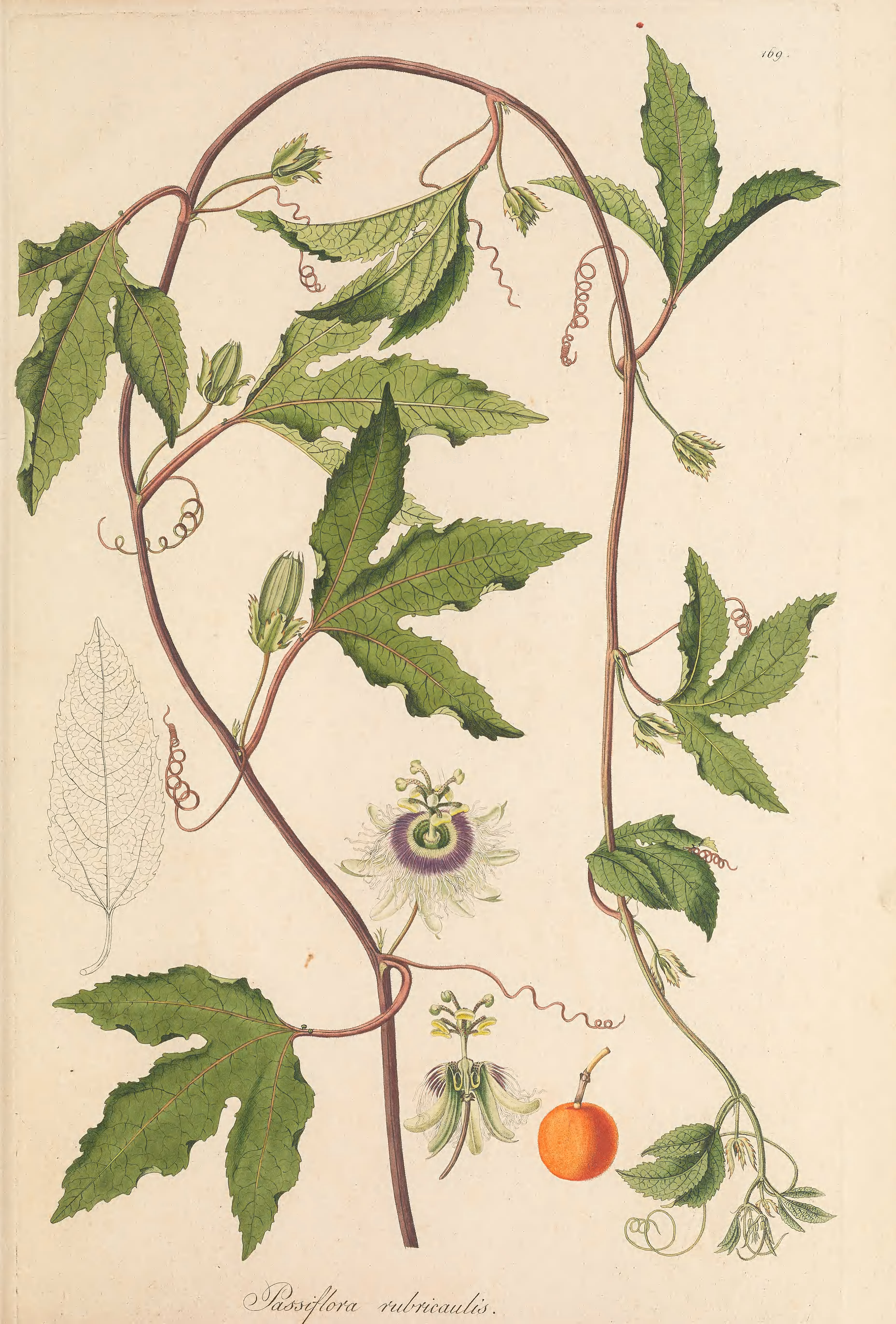
Illustration

Passiflora edulis ist eine Art aus der zu den Passionsblumengewächsen (Passifloraceae) zählenden Gattung der Passionsblumen (Passiflora). Das Art-Epitheton edulis bedeutet „essbar“. Innerhalb der Art werden verschiedene Sorten und Formen unterschieden, unter denen forma edulis (Purpurgranadilla) und forma flavicarpa (Gelbe Granadilla) die wirtschaftlich größte Bedeutung haben. Früchte beider Formen sind auch in Mitteleuropa im Handel, wo sie meist als Passionsfrucht oder Maracuja (portugiesische Schreibweise Maracujá, Aussprache [maʁakuˈʒaː]) bezeichnet werden.

## Verbreitung und Anbau

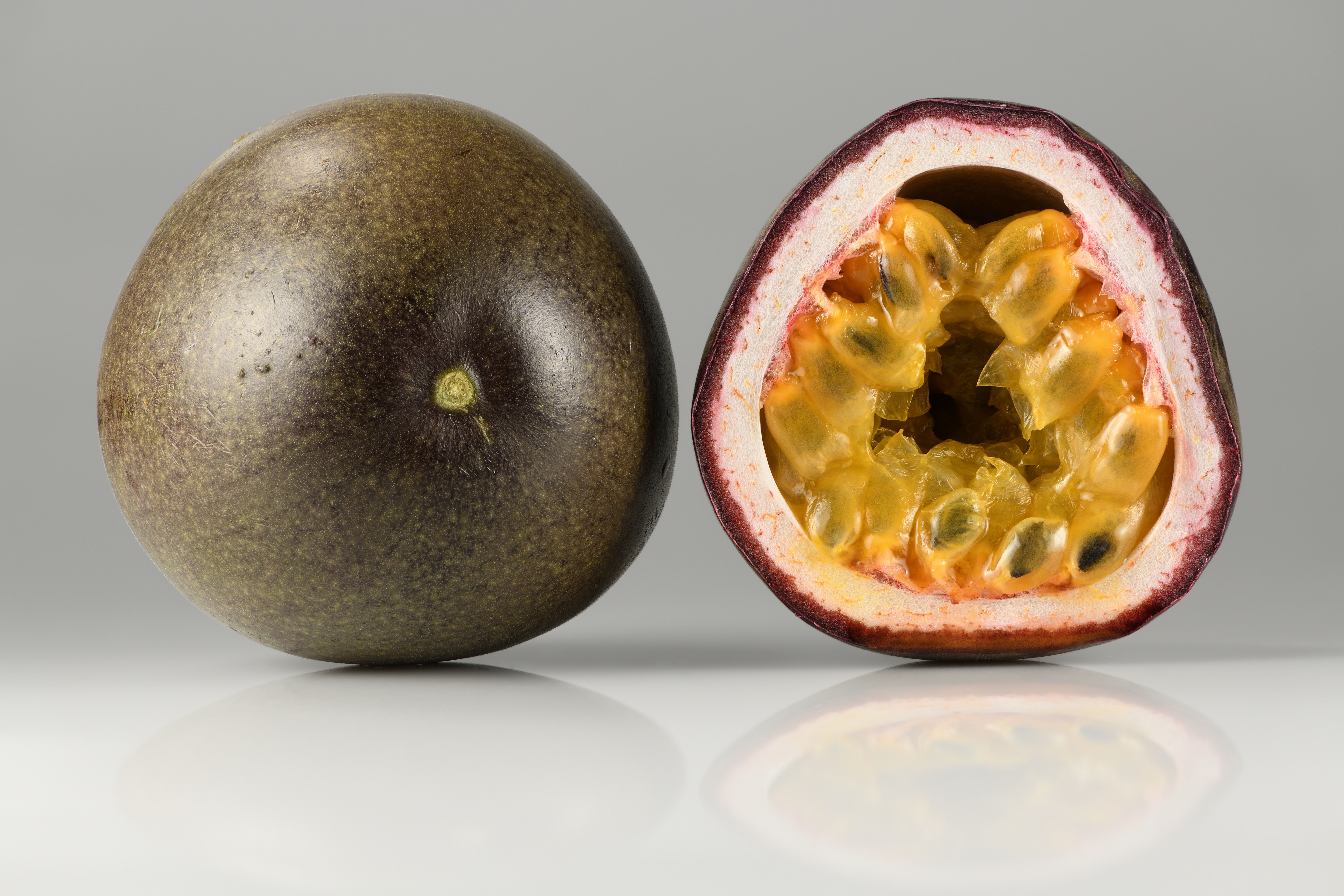
Früchte

Passiflora edulis stammt ursprünglich aus Brasilien, Paraguay und dem nördlichen Argentinien. Wegen ihrer Früchte wird sie inzwischen weltweit in den Tropen und Subtropen kultiviert. Sie hat unter den essbaren Passionsblumenarten die größte kommerzielle Bedeutung. Forma edulis ist dabei kälteverträglicher als f. flavicarpa und wird deshalb in höheren Lagen (1000 bis 2300 m) eher angebaut. Forma flavicarpa ist, anders als f. edulis, resistent gegenüber Befall durch Fusarium und bodenlebende Nematoden; sie wird in Plantagen daher öfter als Unterlage für f. edulis verwendet. Es werden auch Kreuzungen der beiden Formen angebaut, daneben existieren weitere Sorten. Die flavicarpa (gelbe Granadilla) ist nicht zu verwechseln mit der süßen Granadilla, deren Frucht äußerlich ähnlich ist, aber graues, süßes Fruchtfleisch aufweist.

## Beschreibung

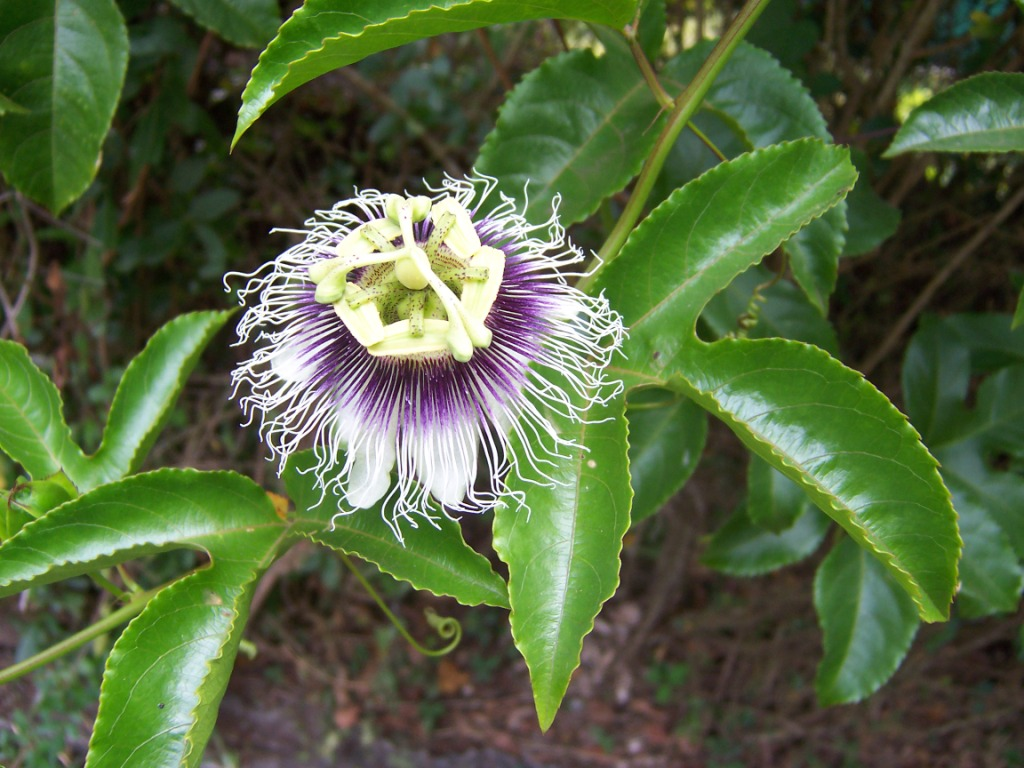
Blüte von Passiflora edulis f. flavicarpa

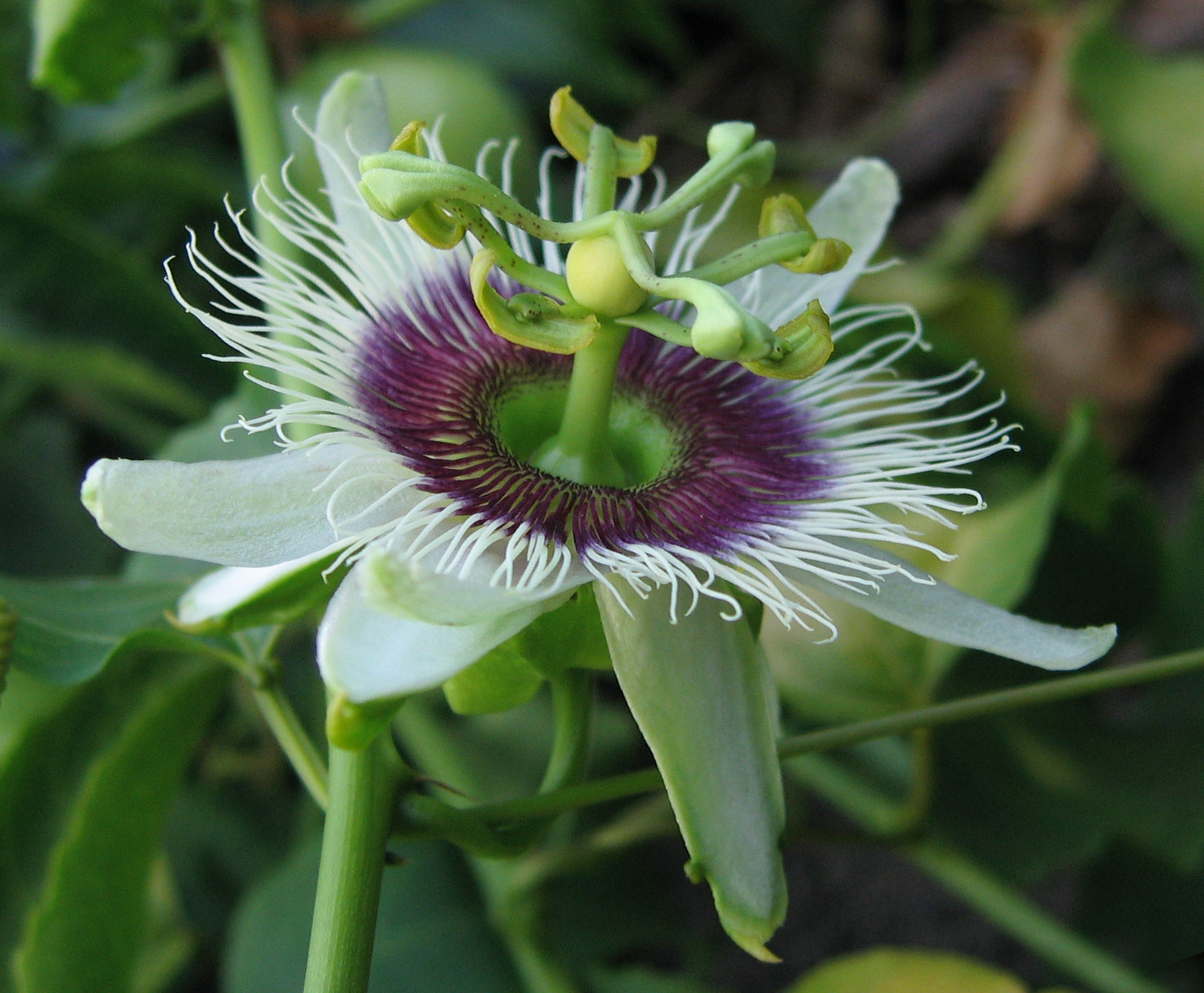
Blüte von Passiflora edulis f. flavicarpa

Passiflora edulis ist eine immergrüne, verholzende Kletterpflanze, deren Triebe bis zu zehn Meter lang werden. Mit Ranken kann sie sich an geeigneten Stützen verankern. Die dunkelgrünen, oberseits glänzenden, fein gesägten Blätter sind wechselständig, dreilappig (bei Jungpflanzen auch ungelappt) und erreichen 5 bis 25 cm in Länge und Breite.
Der Durchmesser der Blüte (mit fünf Staubblättern) liegt zwischen 6 und 8 Zentimeter. Die Blütenhülle wird von fünf Sepalen (oberseits weiß, unterseits grünlich) und fünf weißen Petalen gebildet. Der vier- bis fünfreihige, gewellte Strahlenkranz (Corona) ist an der Basis purpurn (bei f. flavicarpa dunkler als bei f. edulis), ansonsten weiß. Die f. edulis ist – im Gegensatz zur auf Fremdbestäubung angewiesenen f. flavicarpa – selbstfruchtbar.

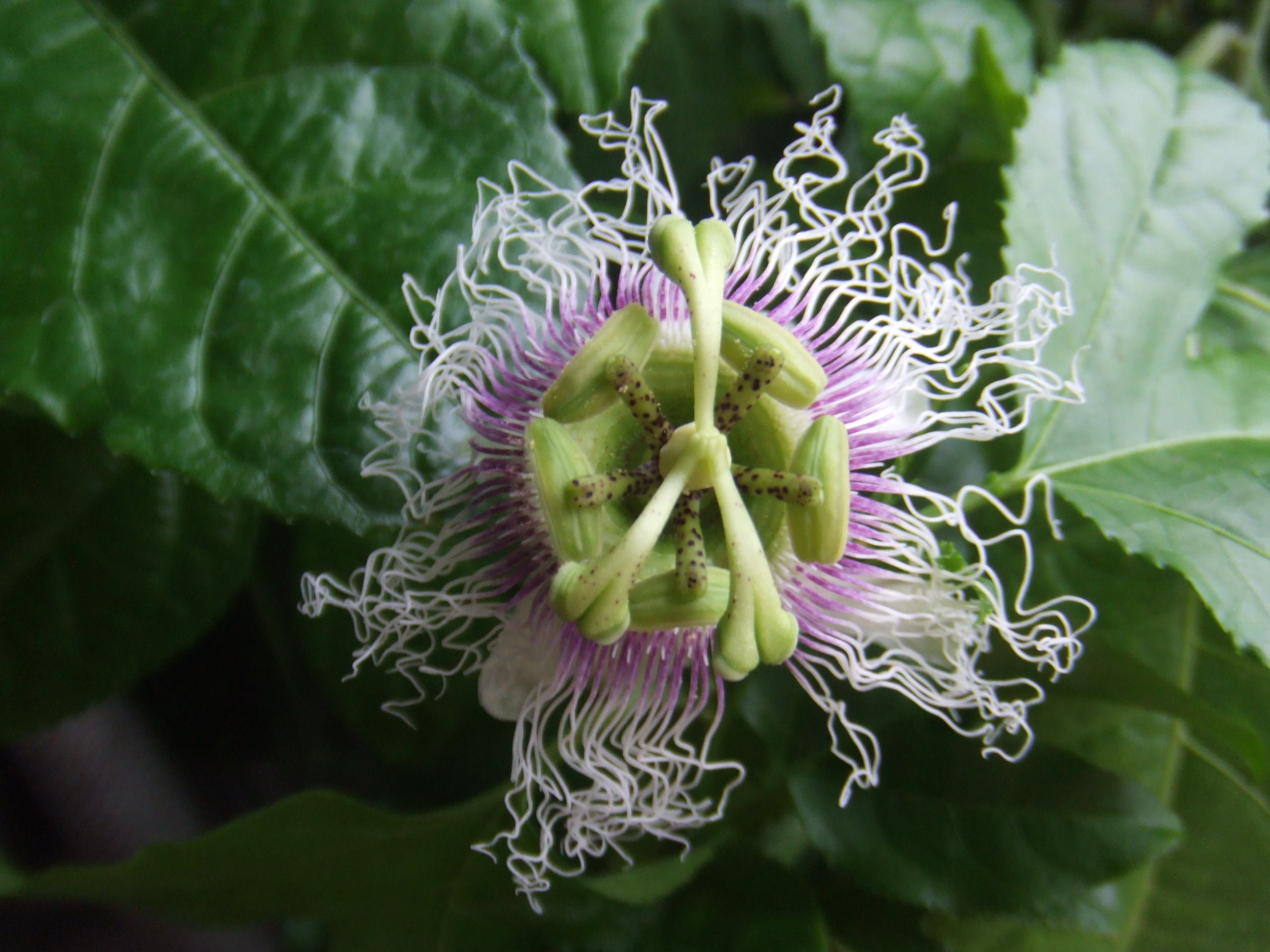
Blüte von Passiflora edulis f. edulis

Die Frucht ist eine Beere. Die nicht essbare Schale ist bei den bis hühnereigroßen, kugeligen bis ovalen Früchten der f. edulis braun-violett und wird im Reifezustand runzlig. Bei f. flavicarpa sind die ovalen bis eiförmigen Früchte deutlich größer (meist zwischen 8 und 12 Zentimeter lang) und im reifen Zustand gelb und glattschalig. Im Inneren finden sich zahlreiche Samen (bei f. edulis schwarz, bei f. flavicarpa braun), die jeweils von einem saftig-geleeartigen, gelborange fruchtigen Arillus (auch als Pulpa bezeichnet) umgeben sind.

## Verwendung und Inhaltsstoffe
Das essbare Innere der Früchte von Passiflora edulis wird zum Rohverzehr und zur Saftgewinnung genutzt. Die Früchte von f. flavicarpa sind dabei etwas weniger aromatisch als diejenigen von f. edulis und wegen ihres höheren Säuregehaltes besser für die Saftherstellung geeignet. Die Früchte von f. edulis sind hingegen die in mitteleuropäischen Supermärkten am häufigsten angebotenen Passionsfrüchte. Verwendung findet die Frucht auch in verschiedenen Eis- bzw. Dessertzubereitungen wie beispielsweise der Pavlova.
Der Saft der Passionsfrüchte enthält Zucker (Saccharose, Glucose, Fructose) und organische Säuren (vorherrschend Zitronensäure und Äpfelsäure). Der Vitamin-C-Gehalt beträgt im Mittel etwa 30 bis 50 mg/100 ml; ferner sind Niacin (veraltete Bezeichnung: Vitamin B3) und Riboflavin (Vitamin B2) in nennenswerten Mengen vorhanden. Unter den vorhandenen Carotinoiden dominiert das Beta-Carotin. Für den aromatischen Geschmack ist insbesondere eine Reihe flüchtiger Ester verantwortlich (u. a. Buttersäurebenzylester, Buttersäurehex-3-enylester, Ethylacetat, Ethylbutanoat, Ethylhexanoat, Buttersäurehexylester und Hexansäurehexylester).
| 100 g Passionsfrucht enthalten durchschnittlich: |        |       |                        |         |               |
| Energie                                          | Wasser | Fett  | Kohlenhydrate          | Protein | Ballaststoffe |
| 406 kJ (97 kcal)                                 | 72,9 g | 0,7 g | 23,4 g (11,2 g Zucker) | 2,2 g   | 10,4 g        |

Aus den Samen von Passiflora edulis wird ein Öl (Maracujaöl) gewonnen, das unter anderem in kosmetischen Produkten (Sonnenschutz, Massageöle) Anwendung findet. Hauptsächliche Inhaltsstoffe sind Linolsäure, Ölsäure und Palmitinsäure.
Neben anderen Passifloraceen werden in Südamerika auch die Blätter von Passiflora edulis als harntreibendes Mittel, bei Entzündungen oder als Beruhigungsmittel bei Asthma verwendet. In Passionsblumen-Präparaten zu Beruhigungszwecken oder als schlafförderndes Mittel enthaltene Flavonoide wurden auch in Blättern von Passiflora edulis nachgewiesen (gängige erhältliche Präparate basieren allerdings auf Passiflora incarnata).

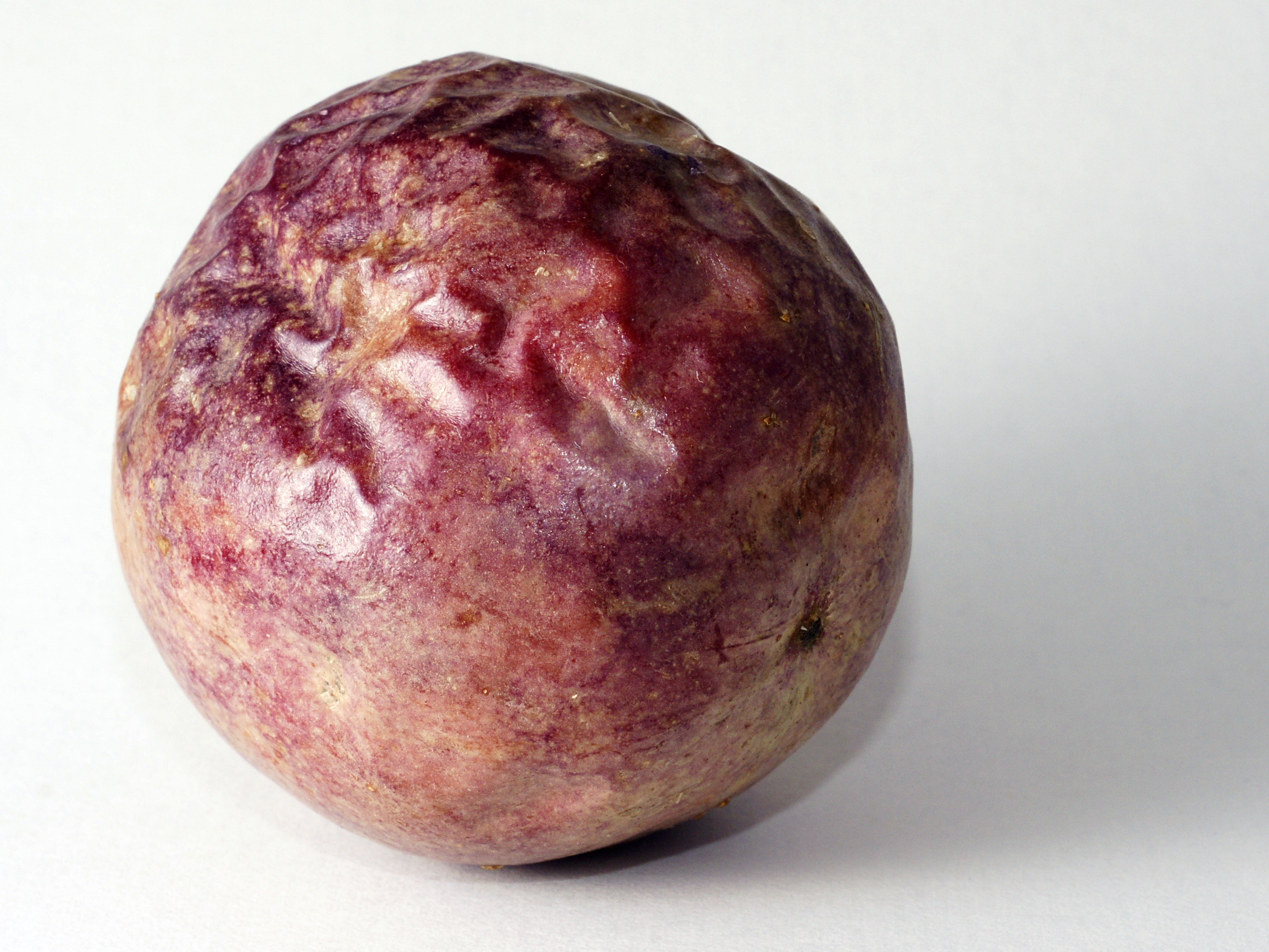
Passiflora edulis f. edulis: Alte Frucht geschlossen
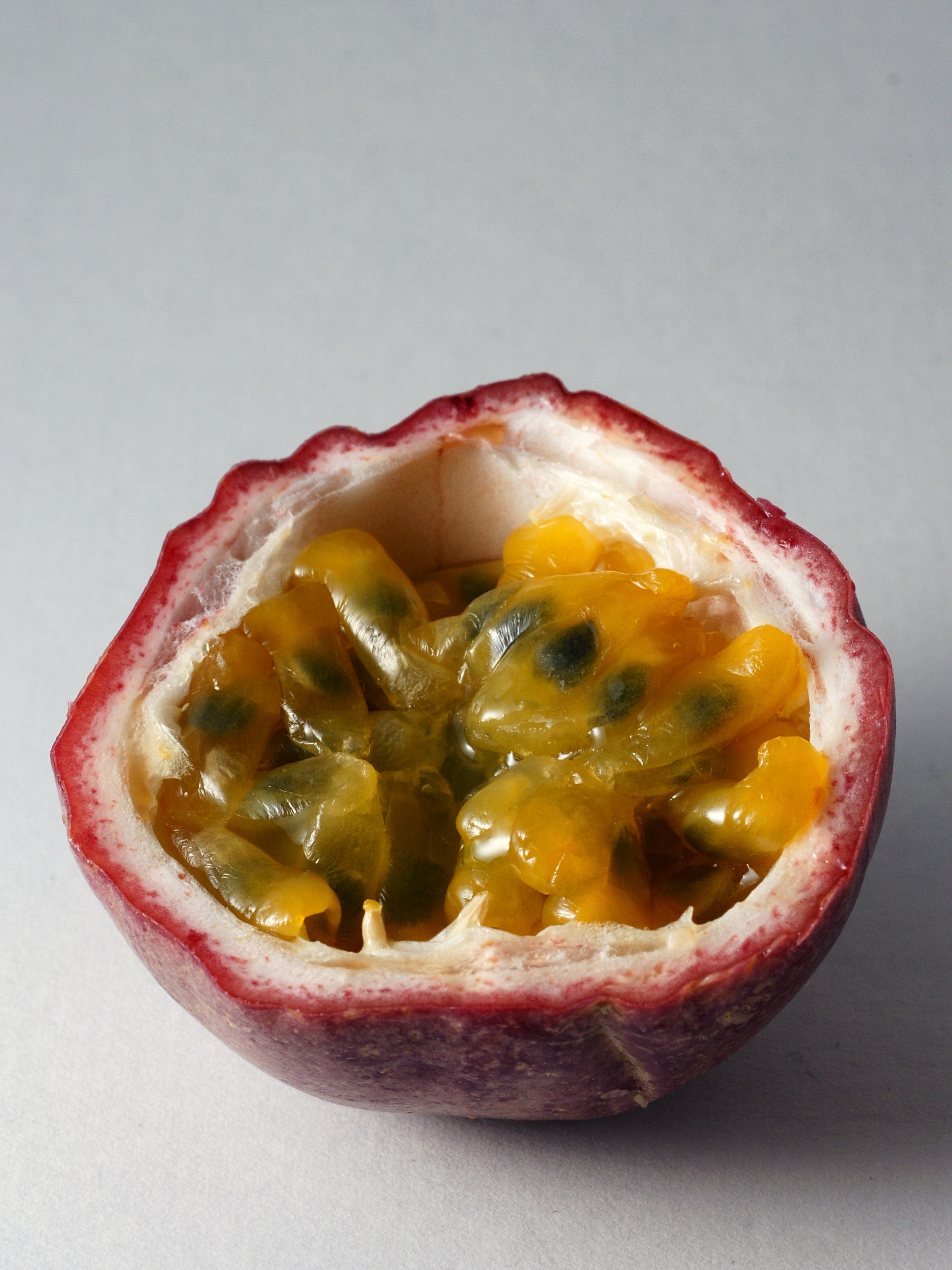
Passiflora edulis f. edulis: Alte Frucht geöffnet
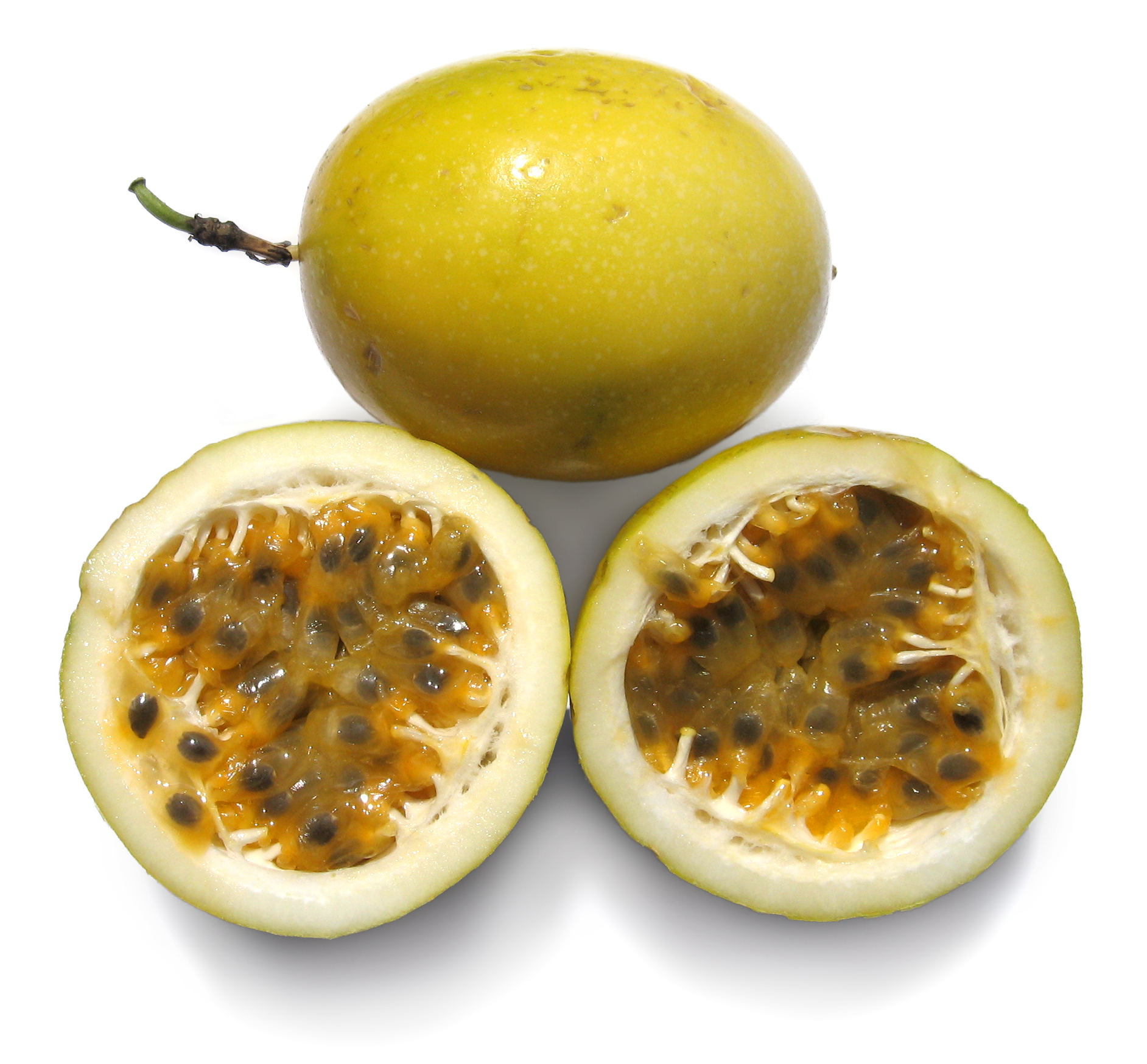
Passiflora edulis f. flavicarpa: Frucht geschlossen und geöffnet